# Mazoara
Mazoara, parfois orthographié Manzoara, est une commune rurale située dans le département de Béré de la province du Zoundwéogo dans la région du Centre-Sud au Burkina Faso.

## Géographie
Mazoara est situé à environ 15 km au nord-est de Béré et à 10 km au sud-est de Gaongo. Il s'agit de la localité la plus peuplée du département.

## Histoire
Mazoara est à l'origine un village de migrants installé sur ce site par les chefferies coutumière de Gaongo dans les années 1970-1980. Il est rattaché jusqu'en 1987 au département de Gaongo, date de son transfert par arrêté ministériel, en raison de problèmes fonciers et politiques, au département de Béré. Cependant, il retourne sous l'administration de la préfecture de Gaongo en 1996 par abrogation de l'arrêté, bien que ses habitants continuent toujours de se référer dans la pratique à celle de Béré, créant des conflits administratifs multiples.

## Santé et éducation
Mazoara accueille un dispensaire de soins tandis que le centre de santé et de promotion sociale (CSPS) le plus proche se trouve à Béré et que le centre médical (CMA) le plus proche se trouve à Manga.